# Nyemba
El nyemba (o ganguela, etc) és una llengua bantu que parlen els nyembes d'Angola i de Namíbia. El seu codi ISO 369-3 és nba i el seu codi al glottolog és nyem1238.

## Geolingüística i població

### A Angola
A Angola, el nyemba és parlat per 220.000 persones (ethnologue) o 351.000 persones (joshuaproject). Aquests viuen al centre-sud del país, a la zona del riu Cuchi, al sud-oest de Cuando Cubango, al nord de Cunene i a l'est d'Huíla.

### A Namíbia
Segons l'ethnologue, hi ha uns 9.500 parlants de nyemba a Namíbia (14.000 segons el joshuaproject).

## Família lingüística
Forma part de les llengües Chokwe-Luchazis que són llengües bantus del grup K, juntament amb el chokwe, luvale, mbunda, nyengo, el luimbi, el nyengo, el nkangala, el mbwela i el lucazi. Totes elles són llengües bantus centrals.
Forma part del grup de llengües que han format la nova llengua nacional, nganguela. És intel·ligible amb el lucazi, el nkangala, el mbwela i el ngonzela.

## Sociolingüística, estatus i ús de la llengua
El nyemba és una llengua desenvolupada (EGIDS 5). Gaudeix d'un ús vigorós en persones de totes les edats, té una literatura i una forma estandarditzada, tot i que no és totalment sostenible. S'escriu en alfabet llatí i hi té traduïts trossos de la Bíblia. És utilitzada com a segona llengua pels parlants del !O!ung, els !o!ungs.